# Cochlidium tepuiense
Cochlidium tepuiense là một loài dương xỉ trong họ Polypodiaceae. Loài này được A.C. Sm. L.E. Bishop mô tả khoa học đầu tiên năm 1978.